# Liste der Einträge im National Register of Historic Places im Buchanan County (Iowa)

Lage des Buchanan County in Iowa

Die Liste der Einträge im National Register of Historic Places im Buchanan County in Iowa führt die Bauwerke und historischen Stätten im Buchanan County auf, die in das National Register of Historic Places aufgenommen wurden.

## Legende
| NRHP | Historic Place    |
| HD   | Historic District |

## Aktuelle Einträge
| [ 2 ] | Name                                               | Bild                                               | Eintragsdatum        | Lage                                                                                               | Ort          | Beschreibung                                                          |
| ----- | -------------------------------------------------- | -------------------------------------------------- | -------------------- | -------------------------------------------------------------------------------------------------- | ------------ | --------------------------------------------------------------------- |
| 0     | 280th Street Bridge                                | 280th Street Bridge                                | 1998 ID-Nr. 98000756 | Brücke der 280th Street 42° 23′ 6″ N, 91° 56′ 34″ W                                                | Independence |                                                                       |
| 2     | Buchanan County Courthouse                         | Buchanan County Courthouse                         | 2003 ID-Nr. 03000820 | 216 5th Avenue 42° 28′ 14″ N, 91° 53′ 21″ W                                                        | Independence | 1940 errichtetes Gerichts- und Verwaltungsgebäude des Buchanan County |
| 3     | Fisher-Plane Commercial Building                   | Fisher-Plane Commercial Building                   | 1997 ID-Nr. 97000212 | 119 und 121 East 1st Street 42° 28′ 7″ N, 91° 53′ 35″ W                                            | Independence |                                                                       |
| 4     | Mathias C. and Eva B. Crowell Fuhrman Farm         | Mathias C. and Eva B. Crowell Fuhrman Farm         | 1998 ID-Nr. 97000213 | 1780 185th Street 42° 30′ 47″ N, 91° 55′ 44″ W                                                     | Independence |                                                                       |
| 5     | Captain Daniel S. and Fannie L. (Brooks) Lee House | Captain Daniel S. and Fannie L. (Brooks) Lee House | 2010 ID-Nr. 09001203 | 803 1st East Street 42° 28′ 7,7″ N, 91° 53′ 6,2″ W                                                 | Independence |                                                                       |
| 6     | Maas Commercial Building                           | Maas Commercial Building                           | 1998 ID-Nr. 98001047 | 209 East 1st Street 42° 28′ 1″ N, 91° 53′ 35″ W                                                    | Independence |                                                                       |
| 7     | Malek Theatre                                      | Malek Theatre                                      | 2009 ID-Nr. 09000329 | 116 Northeast 2nd Avenue 42° 28′ 0,3″ N, 91° 53′ 21,8″ W                                           | Independence |                                                                       |
| 8     | Erza McKenzie Round Barn                           | Erza McKenzie Round Barn                           | 1986 ID-Nr. 86001419 | Abseits des U.S. 150 42° 36′ 26″ N, 91° 56′ 7″ W                                                   | Hazleton     |                                                                       |
| 9     | Munson Building                                    | Munson Building                                    | 1976 ID-Nr. 76000736 | 210 Northeast 2nd Street 42° 28′ 14″ N, 91° 53′ 44″ W                                              | Independence |                                                                       |
| 10    | Robert R. and Julia L. Plane House                 | Robert R. and Julia L. Plane House                 | 1999 ID-Nr. 99001030 | 301 Southeast 3rd Avenue 42° 27′ 58″ N, 91° 53′ 31″ W                                              | Independence |                                                                       |
| 11    | Eliphalet W. and Catherine E. Jaquish Purdy House  | Eliphalet W. and Catherine E. Jaquish Purdy House  | 1996 ID-Nr. 96000237 | 215 Southwest 3rd Avenue 42° 28′ 1″ N, 91° 53′ 48″ W                                               | Independence |                                                                       |
| 12    | Richardson-Jakway House                            | Richardson-Jakway House                            | 1985 ID-Nr. 85001382 | Rural Route #1 42° 35′ 4″ N, 91° 43′ 26″ W                                                         | Aurora       |                                                                       |
| 13    | Dr. Judd C. and Margaret S. Clarke Shellito House  | Dr. Judd C. and Margaret S. Clarke Shellito House  | 1997 ID-Nr. 96001588 | 310 Southeast 5th Avenue 42° 27′ 58″ N, 91° 53′ 20″ W                                              | Independence |                                                                       |
| 14    | State Savings Bank                                 | State Savings Bank                                 | 1999 ID-Nr. 99001031 | 103 North Water Street 42° 23′ 40″ N, 91° 45′ 41″ W                                                | Quasqueton   |                                                                       |
| 15    | Taylor’s Ford Bridge                               | Taylor’s Ford Bridge                               | 1998 ID-Nr. 98000755 | Brücke der Nolen Avenue über den Wapsipinicon River 42° 23′ 58″ N, 91° 48′ 46″ W                   | Independence |                                                                       |
| 16    | Lowell E. Walter House                             | Lowell E. Walter House                             | 1983 ID-Nr. 83000345 | Abseits des Quasqueton Diagonal Boulevard nordwestlich von Quasqueton 42° 24′ 31″ N, 91° 46′ 11″ W | Quasqueton   |                                                                       |
| 17    | Wapsipinicon Mill                                  | Wapsipinicon Mill                                  | 1975 ID-Nr. 75000678 | 100 1st West Street 42° 28′ 8″ N, 91° 53′ 53″ W                                                    | Independence |                                                                       |
| 18    | Wapsipinicon River Bridge                          | Wapsipinicon River Bridge                          | 1998 ID-Nr. 98000758 | Brücke des IA 150 über den Wapsipinicon River 42° 27′ 31″ N, 91° 53′ 27″ W                         | Independence |                                                                       |
| 19    | Weins Commercial Building                          | Weins Commercial Building                          | 1997 ID-Nr. 96001585 | 129-131 Northeast 2nd Avenue 42° 28′ 11″ N, 91° 53′ 37″ W                                          | Independence |                                                                       |

## Frühere Einträge
| [ 2 ] | Name               | Bild | Eintragsdatum        | Lage                                                                                    | Ort                   | Beschreibung |
| ----- | ------------------ | ---- | -------------------- | --------------------------------------------------------------------------------------- | --------------------- | ------------ |
| 1     | Otter Creek Bridge |      | 2004 ID-Nr. 98000757 | Brücke der 105th Street über den Otter Creek 42° 38′ 8,1″ N, 91° 54′ 53,9″ W            | nördlich von Hazleton |              |
| 1     | Otterville Bridge  |      | 2002 ID-Nr. 98000759 | Brücke der Bordner Dam Road über den Wapsipinicon River 42° 28′ 0,1″ N, 91° 53′ 21,8″ W | Independence          |              |